# Världscupen i alpin skidåkning 2001/2002
Världscupen i alpin skidåkning 2001/2002 startades 27 oktober 2001 i Sölden och avslutades 10 mars 2002 i Flachau. Stephan Eberharter och Michaela Dorfmeister vann totala världscupen.

## Tävlingskalender

### Herrar

#### Störtlopp
| Datum            | Ort                     | Etta                           | Tvåa                           | Trea                                               |
| ---------------- | ----------------------- | ------------------------------ | ------------------------------ | -------------------------------------------------- |
| 8 december 2001  | Val d’Isère (Frankrike) | Stephan Eberharter (Österrike) | Kurt Sulzenbacher (Italien)    | Michael Walchhofer (Österrike)                     |
| 14 december 2001 | Val Gardena (Italien)   | Kristian Ghedina (Italien)     | Lasse Kjus (Norge)             | Kurt Sulzenbacher (Italien)                        |
| 15 december 2001 | Val Gardena (Italien)   | Stephan Eberharter (Österrike) | Michael Walchhofer (Österrike) | Kjetil André Aamodt (Norge)                        |
| 28 december 2001 | Bormio (Italien)        | Christian Greber (Österrike)   | Fritz Strobl (Österrike)       | Stephan Eberharter (Österrike)                     |
| 29 december 2001 | Bormio (Italien)        | Fritz Strobl (Österrike)       | Josef Strobl (Österrike)       | Stephan Eberharter (Österrike)                     |
| 12 januari 2002  | Wengen (Schweiz)        | Stephan Eberharter (Österrike) | Hannes Trinkl (Österrike)      | Josef Strobl (Österrike)                           |
| 19 januari 2002  | Kitzbühel (Österrike)   | Stephan Eberharter (Österrike) | Kjetil André Aamodt (Norge)    | Hannes Trinkl (Österrike)                          |
| 2 februari 2002  | Sankt Moritz (Schweiz)  | Stephan Eberharter (Österrike) | Fritz Strobl (Österrike)       | Michael Walchhofer (Österrike)                     |
| 2 mars 2002      | Kvitfjell (Norge)       | Hannes Trinkl (Österrike)      | Claude Crétier (Frankrike)     | Franco Cavegn (Schweiz) Kristian Ghedina (Italien) |
| 6 mars 2002      | Altenmarkt (Österrike)  | Stephan Eberharter (Österrike) | Ambrosi Hoffmann (Schweiz)     | Hannes Trinkl (Österrike)                          |

#### Super-G
| Datum           | Ort                               | Etta                           | Tvåa                         | Trea                           |
| --------------- | --------------------------------- | ------------------------------ | ---------------------------- | ------------------------------ |
| 7 december 2001 | Val d’Isère (Frankrike)           | Stephan Eberharter (Österrike) | Didier Cuche (Schweiz)       | Silvano Beltrametti (Schweiz)  |
| 18 januari 2002 | Kitzbühel (Österrike)             | Stephan Eberharter (Österrike) | Alessandro Fattori (Italien) | Didier Cuche (Schweiz)         |
| 26 januari 2002 | Garmisch-Partenkirchen (Tyskland) | Fritz Strobl (Österrike)       | Didier Cuche (Schweiz)       | Stephan Eberharter (Österrike) |
| 27 januari 2002 | Garmisch-Partenkirchen (Tyskland) | Stephan Eberharter (Österrike) | Didier Cuche (Schweiz)       | Andreas Schifferer (Österrike) |
| 3 mars 2002     | Kvitfjell (Norge)                 | Alessandro Fattori (Italien)   | Didier Défago (Schweiz)      | Stephan Eberharter (Österrike) |
| 7 mars 2002     | Altenmarkt (Österrike)            | Didier Cuche (Schweiz)         | Fritz Strobl (Österrike)     | Alessandro Fattori (Italien)   |

#### Storslalom
| Datum            | Ort                       | Etta                           | Tvåa                           | Trea                                                    |
| ---------------- | ------------------------- | ------------------------------ | ------------------------------ | ------------------------------------------------------- |
| 28 oktober 2001  | Sölden (Österrike)        | Frédéric Covili (Frankrike)    | Stephan Eberharter (Österrike) | Michael von Grünigen (Schweiz) Fredrik Nyberg (Sverige) |
| 9 december 2001  | Val d’Isère (Frankrike)   | Bode Miller (USA)              | Frédéric Covili (Frankrike)    | Stephan Eberharter (Österrike)                          |
| 16 december 2001 | Alta Badia (Italien)      | Frédéric Covili (Frankrike)    | Michael von Grünigen (Schweiz) | Sami Uotila (Finland)                                   |
| 20 december 2001 | Kranjska Gora (Slovenien) | Fredrik Nyberg (Sverige)       | Benjamin Raich (Österrike)     | Uroš Pavlovčič (Slovenien)                              |
| 21 december 2001 | Kranjska Gora (Slovenien) | Benjamin Raich (Österrike)     | Bode Miller (USA)              | Didier Cuche (Schweiz)                                  |
| 5 januari 2002   | Adelboden (Schweiz)       | Didier Cuche (Schweiz)         | Frédéric Covili (Frankrike)    | Fredrik Nyberg (Sverige)                                |
| 3 februari 2002  | Sankt Moritz (Schweiz)    | Stephan Eberharter (Österrike) | Didier Cuche (Schweiz)         | Hans Knauß (Österrike)                                  |
| 10 mars 2002     | Altenmarkt (Österrike)    | Michael von Grünigen (Schweiz) | Benjamin Raich (Österrike)     | Stephan Eberharter (Österrike)                          |

#### Slalom
| Datum            | Ort                            | Etta                           | Tvåa                          | Trea                          |
| ---------------- | ------------------------------ | ------------------------------ | ----------------------------- | ----------------------------- |
| 25 november 2001 | Aspen (USA)                    | Ivica Kostelić (Kroatien)      | Giorgio Rocca (Italien)       | Mario Matt (Österrike)        |
| 26 november 2001 | Aspen (USA)                    | Mario Matt (Österrike)         | Bode Miller (USA)             | Jean-Pierre Vidal (Frankrike) |
| 10 december 2001 | Madonna di Campiglio (Italien) | Bode Miller (USA)              | Giorgio Rocca (Italien)       | Tom Stiansen (Norge)          |
| 22 december 2001 | Kranjska Gora (Slovenien)      | Jean-Pierre Vidal (Frankrike)  | Mario Matt (Österrike)        | Ivica Kostelić (Kroatien)     |
| 6 januari 2002   | Adelboden (Schweiz)            | Bode Miller (USA)              | Ivica Kostelić (Kroatien)     | Mitja Kunc (Slovenien)        |
| 13 januari 2002  | Wengen (Schweiz)               | Ivica Kostelić (Kroatien)      | Mitja Kunc (Slovenien)        | Edoardo Zardini (Italien)     |
| 20 januari 2002  | Kitzbühel (Österrike)          | Rainer Schönfelder (Österrike) | Kilian Albrecht (Österrike)   | Bode Miller (USA)             |
| 22 januari 2002  | Schladming (Österrike)         | Bode Miller (USA)              | Jean-Pierre Vidal (Frankrike) | Ivica Kostelić (Kroatien)     |
| 9 mars 2002      | Altenmarkt (Österrike)         | Ivica Kostelić (Kroatien)      | Bode Miller (USA)             | Jean-Pierre Vidal (Frankrike) |

#### Alpin kombination
| Datum              | Ort                   | Etta                        | Tvåa               | Trea                           |
| ------------------ | --------------------- | --------------------------- | ------------------ | ------------------------------ |
| 12-13 januari 2002 | Wengen (Schweiz)      | Kjetil André Aamodt (Norge) | Bode Miller (USA)  | Lasse Kjus (Norge)             |
| 19-20 januari 2002 | Kitzbühel (Österrike) | Kjetil André Aamodt (Norge) | Lasse Kjus (Norge) | Michael Walchhofer (Österrike) |

### Damer

#### Störtlopp
| Datum            | Ort                              | Etta                             | Tvåa                             | Trea                             |
| ---------------- | -------------------------------- | -------------------------------- | -------------------------------- | -------------------------------- |
| 29 november 2001 | Lake Louise (Kanada)             | Isolde Kostner (Italien)         | Michaela Dorfmeister (Österrike) | Corinne Rey-Bellet (Schweiz)     |
| 30 november 2001 | Lake Louise (Kanada)             | Isolde Kostner (Italien)         | Sylviane Berthod (Schweiz)       | Michaela Dorfmeister (Österrike) |
| 21 december 2001 | Sankt Moritz (Schweiz)           | Sylviane Berthod (Schweiz)       | Isolde Kostner (Italien)         | Corinne Rey-Bellet (Schweiz)     |
| 11 januari 2002  | Saalbach-Hinterglemm (Österrike) | Hilde Gerg (Tyskland)            | Pernilla Wiberg (Sverige)        | Isolde Kostner (Italien)         |
| 12 januari 2002  | Saalbach-Hinterglemm (Österrike) | Hilde Gerg (Tyskland)            | Renate Götschl (Österrike)       | Michaela Dorfmeister (Österrike) |
| 26 januari 2002  | Cortina d’Ampezzo (Italien)      | Renate Götschl (Österrike)       | Isolde Kostner (Italien)         | Daniela Ceccarelli (Italien)     |
| 2 februari 2002  | Åre (Sverige)                    | Renate Götschl (Österrike)       | Selina Heregger (Österrike)      | Isolde Kostner (Italien)         |
| 2 mars 2002      | Lenzerheide (Schweiz)            | Corinne Rey-Bellet (Schweiz)     | Mélanie Suchet (Frankrike)       | Hilde Gerg (Tyskland)            |
| 6 mars 2002      | Altenmarkt (Österrike)           | Michaela Dorfmeister (Österrike) | Caroline Lalive (USA)            | Mélanie Suchet (Frankrike)       |

#### Super-G
| Datum            | Ort                         | Etta                             | Tvåa                              | Trea                                                  |
| ---------------- | --------------------------- | -------------------------------- | --------------------------------- | ----------------------------------------------------- |
| 1 december 2001  | Lake Louise (Kanada)        | Petra Haltmayr (Tyskland)        | Carole Montillet (Frankrike)      | Caroline Lalive (USA)                                 |
| 15 december 2001 | Val d’Isère (Frankrike)     | Hilde Gerg (Tyskland)            | Renate Götschl (Österrike)        | Tanja Schneider (Österrike)                           |
| 22 december 2001 | Sankt Moritz (Schweiz)      | Karen Putzer (Italien)           | Daniela Ceccarelli (Italien)      | Kirsten Lee Clark (USA) Stefanie Schuster (Österrike) |
| 25 januari 2002  | Cortina d’Ampezzo (Italien) | Hilde Gerg (Tyskland)            | Renate Götschl (Österrike)        | Alexandra Meissnitzer (Österrike)                     |
| 7 mars 2002      | Altenmarkt (Österrike)      | Michaela Dorfmeister (Österrike) | Alexandra Meissnitzer (Österrike) | Hilde Gerg (Tyskland)                                 |

#### Storslalom
| Datum            | Ort                         | Etta                             | Tvåa                         | Trea                                       |
| ---------------- | --------------------------- | -------------------------------- | ---------------------------- | ------------------------------------------ |
| 27 oktober 2001  | Sölden (Österrike)          | Michaela Dorfmeister (Österrike) | Sonja Nef (Schweiz)          | Régine Cavagnoud (Frankrike)               |
| 21 november 2001 | Copper Mountain (USA)       | Andrine Flemmen (Norge)          | Allison Forsyth (Kanada)     | Sonja Nef (Schweiz)                        |
| 16 december 2001 | Val d’Isère (Frankrike)     | Sonja Nef (Schweiz)              | Anja Pärson (Sverige)        | Michaela Dorfmeister (Österrike)           |
| 28 december 2001 | Lienz (Österrike)           | Lilian Kummer (Schweiz)          | Karen Putzer (Italien)       | Ylva Nowén (Sverige) Anja Pärson (Sverige) |
| 4 januari 2002   | Maribor (Slovenien)         | Sonja Nef (Schweiz)              | Tina Maze (Slovenien)        | Stina Hofgård Nilsen (Norge)               |
| 19 januari 2002  | Berchtesgaden (Tyskland)    | Michaela Dorfmeister (Österrike) | Stina Hofgård Nilsen (Norge) | Geneviève Simard (Kanada)                  |
| 27 januari 2002  | Cortina d’Ampezzo (Italien) | Stina Hofgård Nilsen (Norge)     | Andrine Flemmen (Norge)      | Karen Putzer (Italien)                     |
| 31 januari 2002  | Åre (Sverige)               | Michaela Dorfmeister (Österrike) | Anja Pärson (Sverige)        | Sonja Nef (Schweiz)                        |
| 16 mars 2002     | Altenmarkt (Österrike)      | Sonja Nef (Schweiz)              | Anna Ottosson (Sverige)      | Tanja Poutiainen (Finland)                 |

#### Slalom
| Datum            | Ort                              | Etta                                            | Tvåa                                              | Trea                        |
| ---------------- | -------------------------------- | ----------------------------------------------- | ------------------------------------------------- | --------------------------- |
| 22 november 2001 | Copper Mountain (USA)            | Laure Pequegnot (Frankrike)                     | Christine Sponring (Österrike)                    | Carina Raich (Österrike)    |
| 9 december 2001  | Sestriere (Italien)              | Anja Pärson (Sverige)                           | Tanja Poutiainen (Finland)                        | Sonja Nef (Schweiz)         |
| 29 december 2001 | Lienz (Österrike)                | Anja Pärson (Sverige)                           | Monika Bergmann (Tyskland) Kristina Koznick (USA) |                             |
| 5 januari 2002   | Maribor (Slovenien)              | Anja Pärson (Sverige)                           | Kristina Koznick (USA)                            | Laure Pequegnot (Frankrike) |
| 6 januari 2002   | Maribor (Slovenien)              | Anja Pärson (Sverige)                           | Laure Pequegnot (Frankrike)                       | Sonja Nef (Schweiz)         |
| 13 januari 2002  | Saalbach-Hinterglemm (Österrike) | Laure Pequegnot (Frankrike)                     | Sonja Nef (Schweiz)                               | Ylva Nowén (Sverige)        |
| 20 januari 2002  | Berchtesgaden (Tyskland)         | Kristina Koznick (USA) Marlies Oester (Schweiz) |                                                   | Janica Kostelić (Kroatien)  |
| 3 februari 2002  | Åre (Sverige)                    | Laure Pequegnot (Frankrike)                     | Kristina Koznick (USA)                            | Ylva Nowén (Sverige)        |
| 10 mars 2002     | Altenmarkt (Österrike)           | Janica Kostelić (Kroatien)                      | Anja Pärson (Sverige)                             | Ylva Nowén (Sverige)        |

#### Alpin kombination
| Datum              | Ort                              | Etta                       | Tvåa                       | Trea                             |
| ------------------ | -------------------------------- | -------------------------- | -------------------------- | -------------------------------- |
| 12-13 januari 2002 | Saalbach-Hinterglemm (Österrike) | Renate Götschl (Österrike) | Janica Kostelić (Kroatien) | Michaela Dorfmeister (Österrike) |
| 2-3 februari 2002  | Åre (Sverige)                    | Renate Götschl (Österrike) | Janette Hargin (Sverige)   | Selina Heregger (Österrike)      |

## Slutplacering damer
| Placering | Namn                 | Land      | Total poäng |
| --------- | -------------------- | --------- | ----------- |
| 1         | Michaela Dorfmeister | Österrike | 1271        |
| 2         | Renate Götschl       | Österrike | 931         |
| 3         | Sonja Nef            | Schweiz   | 904         |
| 4         | Hilde Gerg           | Tyskland  | 847         |
| 5         | Anja Pärson          | Sverige   | 840         |
| 6         | Isolde Kostner       | Italien   | 641         |
| 7         | Corinne Rey-Bellet   | Schweiz   | 618         |
| 8         | Kristina Koznick     | USA       | 612         |
| 9         | Laure Péquegnot      | Frankrike | 597         |
| 10        | Ylva Nowén           | Sverige   | 551         |

## Slutplacering herrar
| Placering | Namn                | Land      | Total Poäng |
| --------- | ------------------- | --------- | ----------- |
| 1         | Stephan Eberharter  | Österrike | 1192        |
| 2         | Kjetil André Aamodt | Norge     | 936         |
| 3         | Bode Miller         | USA       | 820         |
| 4         | Didier Cuche        | Schweiz   | 766         |
| 5         | Fritz Strobl        | Österrike | 562         |
| 6         | Lasse Kjus          | Norge     | 549         |
| 7         | Ivica Kostelić      | Kroatien  | 548         |
| 8         | Fredrik Nyberg      | Sverige   | 495         |
| 9         | Frederic Covili     | Frankrike | 413         |
| 10        | Jean-Pierre Vidal   | Frankrike | 402         |